# Доротище (зупинний пункт)
Дороти́ще — пасажирський залізничний зупинний пункт Рівненської дирекції Львівської залізниці.
Розташований поблизу села Доротище, Ковельський район, Волинської області на лінії Вербка — Камінь-Каширський між станціями Вербка (14 км) та Камінь-Каширський (35 км).
Станом на кінець лютого 2019 року пасажирське сполучення відсутнє.